# 蘭嶼簇蟲
蘭嶼簇蟲（学名：Ascogregarina lanyuensis）为衣孢蟲科簇蟲屬下的一个种。